# Tinizong-Rona
Tinizong-Rona era una comuna suiza del cantón de los Grisones, situada en el distrito de Albula, círculo de Surses. Limitaba al norte con las comunas de Savognin y Filisur, al este con Bergün/Bravuogn, al sur con Bever, Sur y Mulegns, y al oeste con Savognin.
La vieja comuna había sido el resultado de la fusión el 1 de julio de 1998 de las comunas de Tinizong y Rona. Posteriormente, el 1 de enero de 2015 se fusionó con las entonces comunas de Bivio, Cunter, Marmorera, Mulegns, Riom-Parsonz, Salouf, Savognin y Sur para constituir la nueva comuna de Surses.